# رستم آباد (مقاطعة دلفان)
رستم‌آباد (بالفارسية: رستم‌آباد) هي قرية تقع في Nurabad Rural District في إيران. يقدر عدد سكانها بـ 26 نسمة .